# جوسيف فرانك (مهندس معماري)
جوسيف فرانك (بالألمانية: Josef Franke)‏ هو مهندس معماري ألماني، ولد في 1876 في Wattenscheid ‏ في ألمانيا، وتوفي في 1944 في غلزنكيرشن في ألمانيا.